# Radio Capris
Radio Capris je slovenska lokalna komercialna radijska postaja, ki je začela oddajati 24. decembra 1993. Radio Capris ponuja žanrske internetne radijske programe, ki so dostopni preko spletne strani radia Capris. Septembra 2022 se je po 23 letih preselil v nove studie v center Kopra (Pristaniška ulica 4). 

## FM frekvence
- 95,6 MHz (zaledje Kopra)
- 91,7 MHz (Ankaran, Koper in Izola)
- 107,9 MHz (Lucija, Portorož, Koper in predor Markovec)
- 106,2 MHz (Piran)
- 106,3 MHz (Ilirska Bistrica)
- 105,1 MHz (Hrpelje, Kozina, Podgrad, Ilirska Bistrica in zaledje)
- 94,7 MHz (Postojna)

## DAB+ omrežje
Radio Capris je od konca decembra 2022 slišen tudi preko digitalnega radijskega omrežja DAB+ R2, območje zahod. Frekvenca omrežja je 227,360 MHz (kanal 12C), omrežje pa s šestimi oddajniki pokriva območje zahodne polovice Slovenije. 
- oddajnik Beli Križ (Sečovlje, Lucija, Portorož, Piran, Izola)
- oddajnik Tinjan (Ankaran, Koper in zaledje, Izola)
- oddajnik Nanos (Ajdovščina, Sežana, Postojna)
- oddajnik Skalnica (Nova Gorica, Anhovo)
- oddajnik Kuk (Kobarid, Tolmin)
- oddajnik Krvavec (Ljubljana, Domžale, Kamnik, Kranj, Naklo, Tržič, Bled, Jesenice, Mojstrana, Radovljica)